# Sammy Davis Jr.

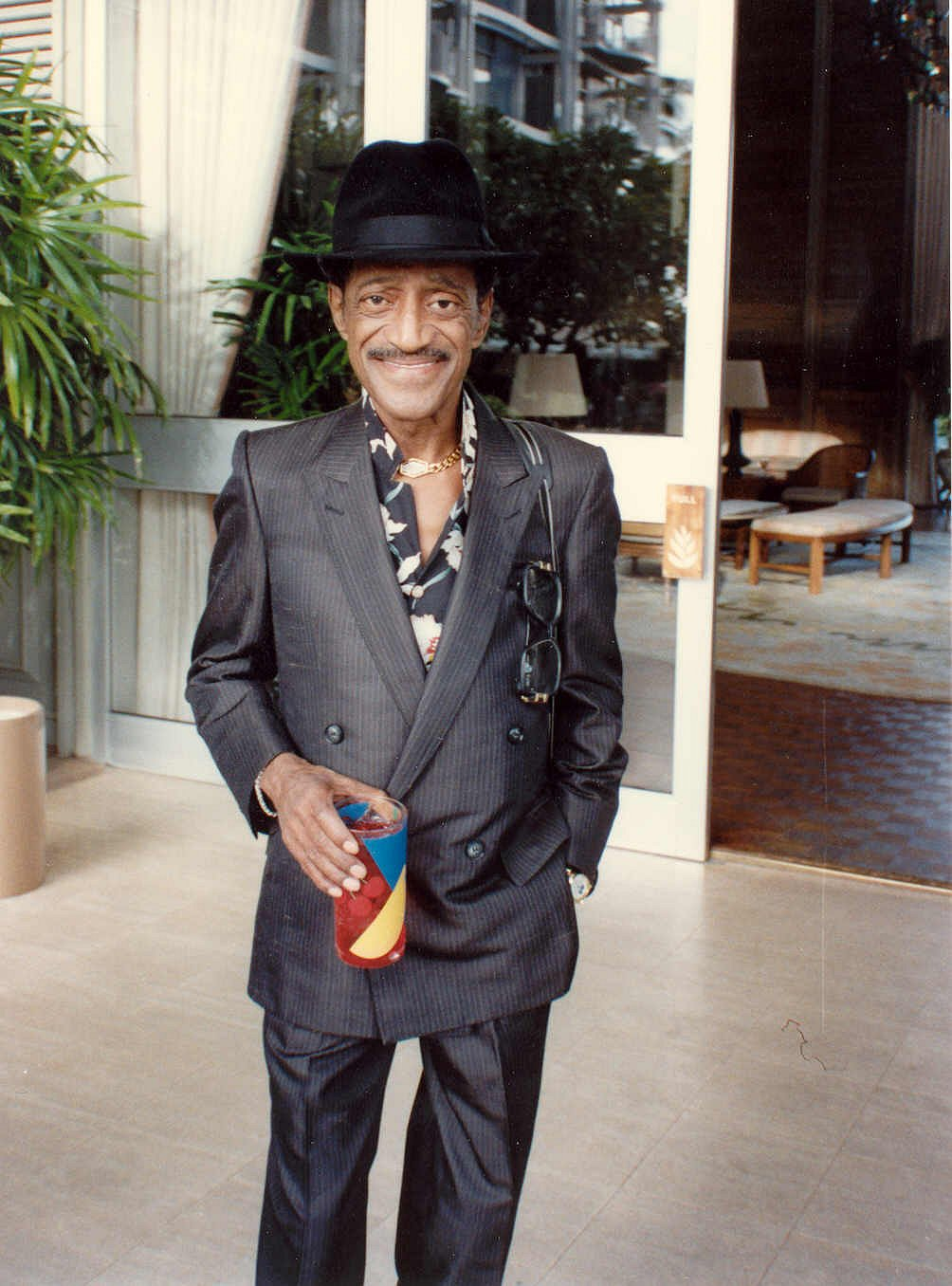
Sammy Davis Jr. în 1989

Sammy Davis Jr. (născut Samuel George Davis Jr. la 8 decembrie 1925 – d. 16 mai 1990) a fost un actor, comediant, crooner, muzican și interpret de vodevil american.